# Distrito de Narmadapuram
Narmadapuram (en hindi; होशंगाबाद जिला) es un distrito de la India en el estado de Madhya Pradesh. Código ISO: IN.MP.HO.
Comprende una superficie de 6 698 km².
El centro administrativo es la ciudad de Narmadapuram.

## Demografía
Según censo 2011 contaba con una población total de 1 240 975 habitantes, de los cuales 592 005 eran mujeres y 648 970 varones.